# Huperzia setacea
Huperzia setacea là một loài thực vật có mạch trong Họ Thạch tùng. Loài này được (Buch.-Ham. ex D. Don) Rothm. mô tả khoa học đầu tiên năm 1951.